# برت فریزر
برت فریزر (به انگلیسی: Brett Fraser) (زادهٔ ۲۸ اوت ۱۹۸۹) شناگر اهل جزایر کیمن است.